# Валь, Анна Эдуардовна

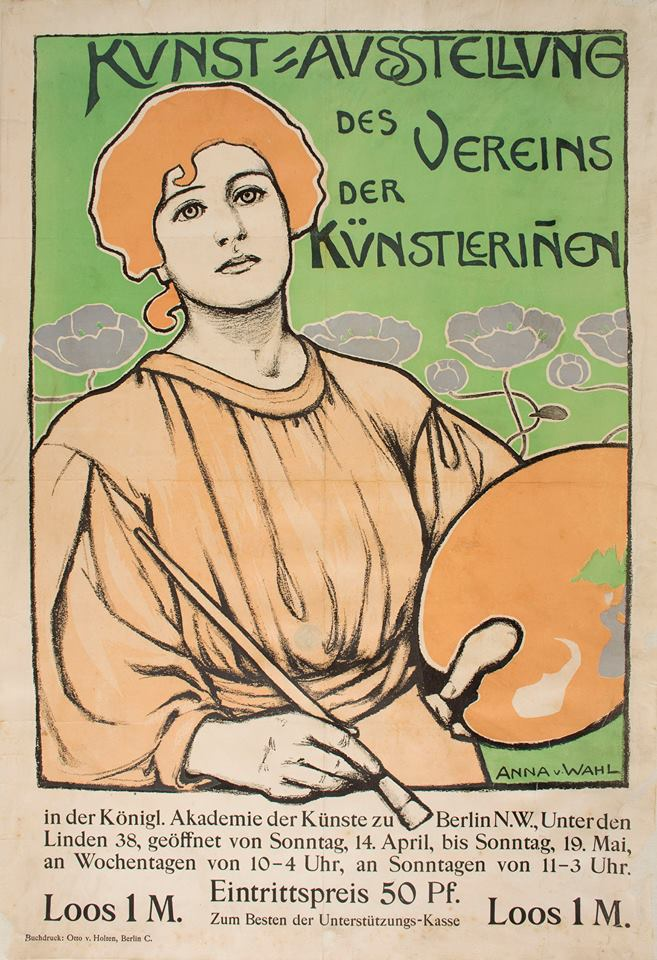
Плакат художественной выставки Ассоциации художниц Берлина работы А. Вааль. 1897 или 1901 г.

Анна Эдуардовна фон Валь (Вааль) (нем. Anna von Wahl; 26 февраля 1861, Санкт-Петербург, Российская империя — 11 сентября 1938, Фюрстенфельдбрукк, Бавария) — художница, график, живописец и иллюстратор.

## Биография

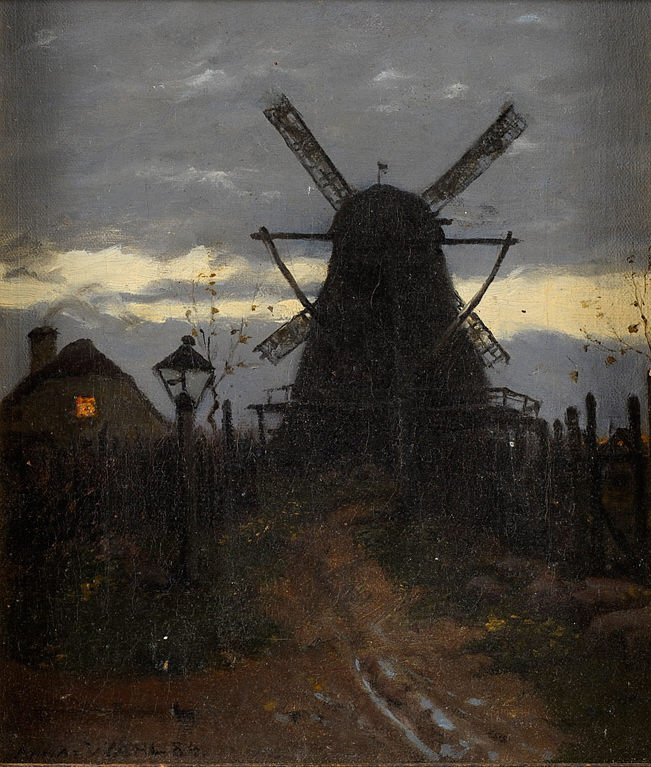
Мельница, 1884 г.

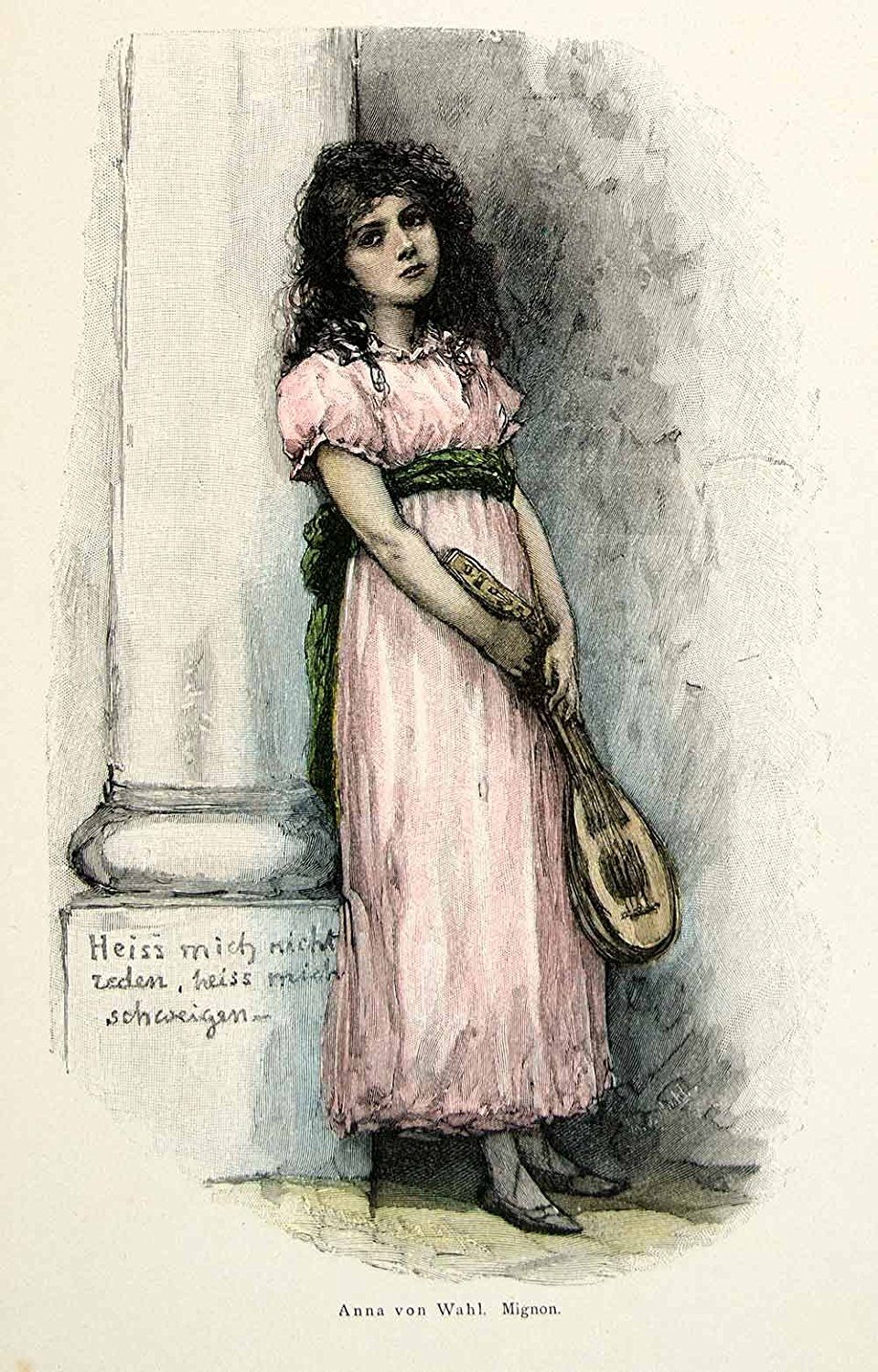
Миньон

Из прибалтийских немцев. Дочь эстляндского барона Эдуарда фон Валя (Вааля), хирурга, ректора Дерптского университета.
В 1878—1880 годах обучалась в Императорской Академии художеств в Санкт-Петербурге, затем в Академии Коларосси в Париже у Рафаэля Коллена и Гюстава Куртуа.
С 1883 по 1888 год работала в петербургской мастерской придворного художника Михаила Зичи.
Участвовала в выставках Императорской академии, в 1887 году была награждена медалью.
С 1888 года посещала лекции Франца Скарбина и Макса Клейна в Берлинской академии искусств.
Позже отправилась с ознакомительными поездками по Германии, Англии и Италии.
После смерти отца в 1890 году в результате несчастного случая, вернулась и жила в Дерпте, а с 1896 года — в Берлине, где была членом Ассоциации художников. В 1913 году поселилась в Фюрстенфельдбрукке.

## Творчество
Анна фон Валь — автор фигуративных композиций, портретов, интерьеров и пейзажей маслом, акварелей и рисунков, а также иллюстрации для детских книг и журналов, плакатов и книжных экслибрисов. Работы художницы высоко ценились в её время.